# Venomstrip
Venomstrip（ベノムストライプ）は、日本のロックバンド。
2007年、清水祥、粂絢也、村山☆潤、小松崎健太、山崎慶の5人で結成。

## メンバー

### 現メンバー
| メンバー | 担当パート      | プロフィール       |
| -------- | --------------- | ------------------ |
| 清水祥   | ボーカル/ギター | 0型、愛知県出身    |
| 村山☆潤  | キーボード      | A型、鹿児島県出身  |
| 山崎慶   | ドラム          | AB型、神奈川県出身 |

### 元メンバー
- 粂絢也（ギター） - 2010年8月31日のワンマンライブをもって脱退。
- 小松崎健太（ベース） - 東京都出身。2015年9月3日の公演をもって脱退。

## 主な活動
2007年4月11日:
結成
2007年6月17日:
初ライブ・原宿AstroHallにてワンマンライブを開催
2008年3月1日:
1st Album 『VENOMSTRIP』リリース
原宿AstroHallにてレコ発ワンマンライブ・レコ発イベントを開催
2009年1月21日:
1st Single 「Brand new departure」リリース
2009年3月18日:
2nd Album 『Neverending Story』リリース
2012年2月18日:
音源製作に専念するため、ライブ活動を一時休止する事を発表
2013年9月28日:
2013年12月27日『Venomstrip Live2013 LASTTRIP』開催を公式サイトにて発表

## ディスコグラフィー

### アルバム
1. VENOMSTRIP (2008年3月1日)
  1. Palette world
  2. Mantra
  3. Strange fields
  4. Holy bird
  5. Little think
  6. Monaural
2. Neverending Story (2009年3月18日)
  1. Butterfly
  2. Neverending name
  3. kirakira
  4. Superfly
  5. 雨よ
  6. little crown
  7. 想

### シングル
1. Brand new departure (2009年1月21日)
  1. Brand new departure（PS2専用ゲーム『Real Rode』（角川書店）オープニングテーマ曲）
  2. 20th century fighter
  3. Prologue〜brand new departure〜
  4. Brand new departure(Game ver.)
  5. Brand new departure(off vocal ver.)